# Erta Ale

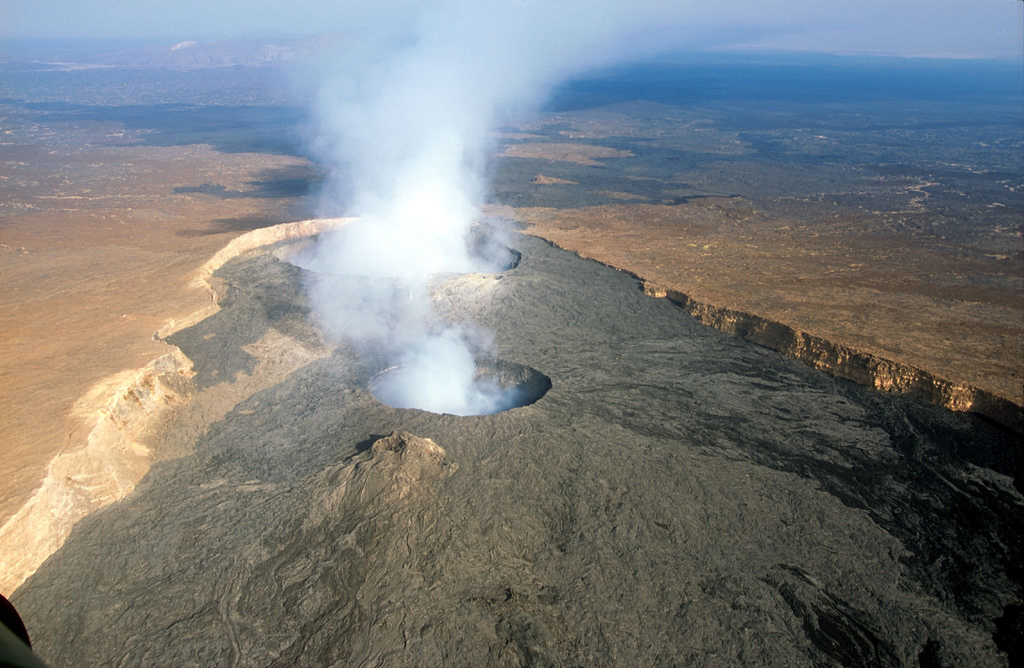
Erta Ale

Erta Ale è una catena di vulcani posta nel Triangolo di Afar, Etiopia.

## Descrizione
A nord termina nella pianura di sale, a sud si estende fino al Lago Afrera detto anche Giulietti, a ovest è delimitata dalla scarpata dell'altopiano etiope e ad est dalla scarpata della Dancalia. Occupa una superficie di 2350 km². Sulle scarpate laterali affiorano sedimenti corallini, tra le quote di meno 30 e più 90. Questi sedimenti, assieme agli importati sedimenti salini, dimostrano che questa depressione fu in passato occupata dal Mar Rosso, si ritiene tra i 200.000 e gli 80.000 anni fa (Pleistocene superiore). La regione, interamente desertica, è formata da crosta basaltica, frutto dell'allargamento della crosta terrestre in questa zona. 
La catena conta molti vulcani a scudo: i principali, procedendo da nord a sud, sono il Gada Ale (detto anche Kebrit Ale) alto 287 metri, l'Alu-Dala Filla (o Dalafilla) alto 613 metri, il Borale Ale alto 668 metri, l'Erta Ale, il Hayli Gubbi alto 521 metri e l'Ale Bagu alto 1031 metri; quest'ultimo è l'unico a non trovarsi sull'asse principale della faglia. Il più famoso porta il nome della catena stessa, è alto 613 metri, con un lago di lava permanente. 
Il calore indotto dal mantello non riesce talvolta a conservare la crosta allo stato liquido, perciò ogni tanto sul lago si forma una crosta nera frutto del raffreddamento. Solitamente però la temperatura di 1200º Celsius consente il mantenimento dello stato liquido al lago, sulla cui superficie si possono osservare pezzi basaltici galleggianti come fossero iceberg.
È uno dei quattro vulcani che, nel mondo, permettono l'osservazione di questo straordinario e spettacolare fenomeno. La faglia che attraversa la depressione, che marca l'allontanamento della placca araba dalla placca africana, permette la fuoriuscita di magma, fenomeno che normalmente avviene solo nelle dorsali oceaniche, in mare aperto e a grande profondità, quindi molto più difficilmente osservabile.

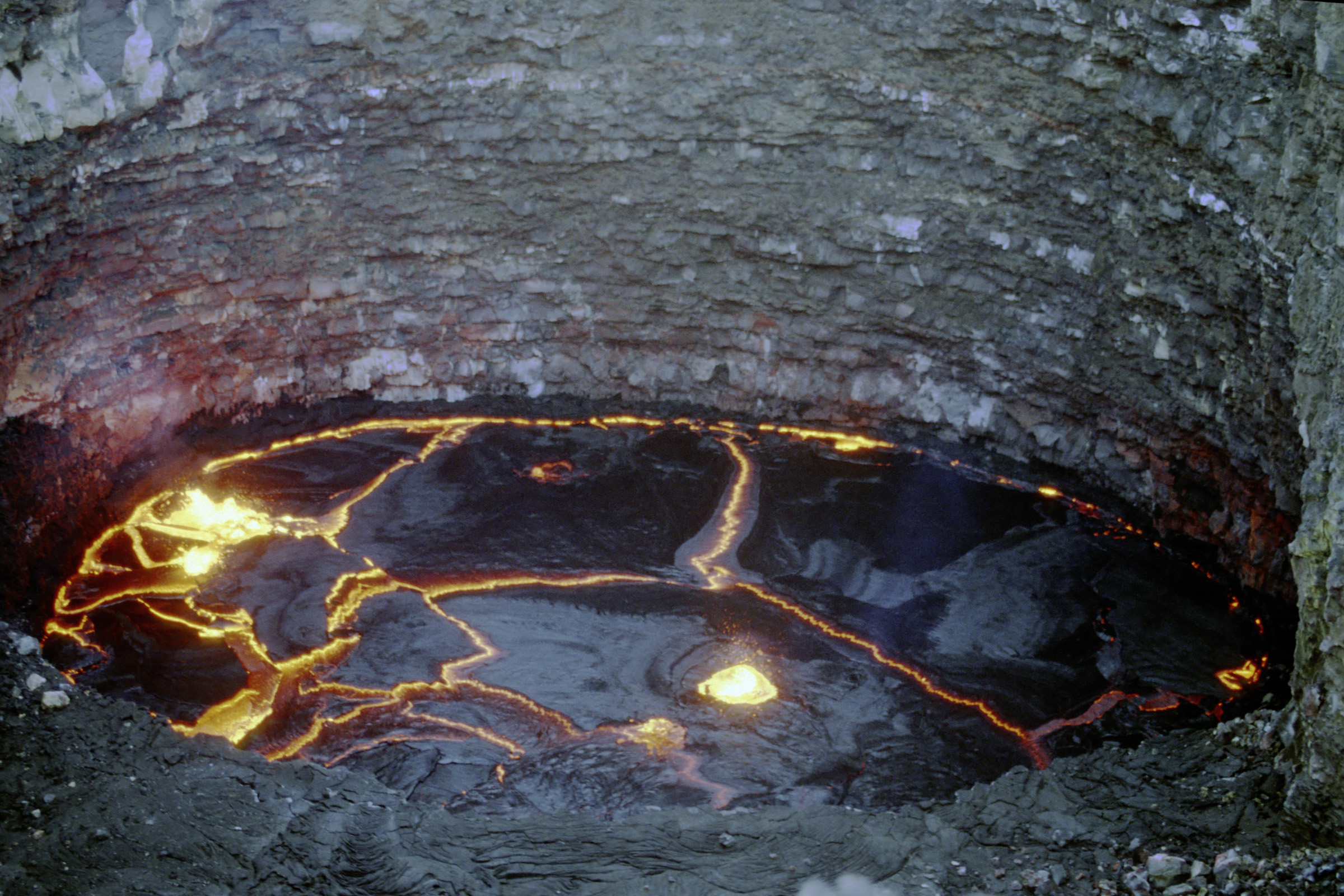
Lago di lava

## Il vulcano Erta Ale
Il vulcano è il più attivo dell'omonima catena, alto 613 m ed è posto nella parte centrale della catena stessa.
Nel 1968, una prima spedizione franco-italiana di vulcanologi giunse sulla sommità del vulcano. Haroun Tazieff e Giorgio Marinelli osservarono due laghi di lava: un lago di cento metri di diametro molto attivo nel cratere nord ed un lago di 65 metri di diametro, meno attivo, nel cratere centrale. I due si trovavano 165 metri sotto al bordo dei cratere, probabilmente attivi dal 1906. Il livello dei laghi varia molto nel tempo: nel 1971 non erano che ad una decina di metri dal bordo dei crateri e aveva le stesse dimensioni nelle osservazioni dell'anno successivo; in seguito vi furono delle fuoriuscite di lava che invasero i bordi della caldera. Questa situazione si protrasse fino al 1974. La guerra nella regione non permise altre osservazioni in loco fino al 1992, tranne qualche raro sorvolo o osservazioni dallo spazio. Il livello del lago era nel frattempo sceso a cento metri con un diametro da 40 a 70 metri.
Nel 2001, con il termine del conflitto con l'Eritrea, nuove spedizioni scientifiche poterono recarsi in loco. Il lago misurava allora 80 metri per 100, e si situava a una profondità di 80 metri con emissioni regolari di fontane di lava alte 5-10 metri. Da questa data il vulcano è regolarmente visitato, il sito mostra repentini e importanti cambiamenti sia nella sua estensione sia nella sua profondità.
Dopo un breve periodo di calma l'eruzione è ripartita. Il lago di lava del cratere sud è ricomparso, con variazioni del suo livello che variano da un mese all'altro.
Il 5 novembre 2008 una nuova attività vulcanica ha preso inizio con la fuoriuscita di colate di lava da una frattura che si suppone si sia aperta a est del vulcano.

## Geologia
La lava emessa dall'Erta Ale è basaltica, leggermente gasata e la sua più alta temperatura raggiunge 1 217 °C. Questi dati indicano che il magma è dello stesso tipo di quello emesso nelle dorsali oceaniche.
Il flusso di calore misurato è di 30 kW/m².